# Косовская кухня
Кухня в Косове (серб. Косовска кухиња, алб. Kuzhina kosovare) аналогична кухням окрестных мест (Черногории, Южной Сербии, Албании, Северной Македонии). Кухня находилась под влиянием турецкой кухни и албанской кухни. Общими блюдами этих кухонь являются бурек, пироги, шашлык, суджук, колбаски, фаршированные перцы, баранина, фасоль, сарма, бирьяни, пите и рис. Особенности кухонь варьируются по регионам.
Хлеб и молочные продукты являются наиболее важными элементами Косовской кухни. В блюдах широко используют молочные продукты молоко, кефир, айран, спреды, сыр и каймак. Мясо (говядина, курица и баранина), фасоль, рис и перец являются основными диетическими продуктами в Косове. Овощи используются сезонно. Как правило, косовары маринуют огурцы, помидоры и капусту. Популярностью пользуются травы, чёрный перец, красный перец.
Кухня меняется в зависимости от времени года. Самые распространённые блюда: бурек, пироги, шашлык, колбаски, фаршированные перцы, баранина, фасоль, сарма, блюда из риса и многое другое. Молочные продукты присутствуют в повседневной кухне. Наиболее распространёнными из них являются молоко, йогурт, айран, спреды, сыр и каймак. Самыми распространёнными блюдами в зимнее время в Косове являются овощные соления и айвар (горячий или мягкий красный перец).

## Завтрак
Завтрак в Косове прост и чаще состоит из хлеба и сыра, айвара или омлета с молоком.

## Пироги
В Косове готовят разнообразные пироги:

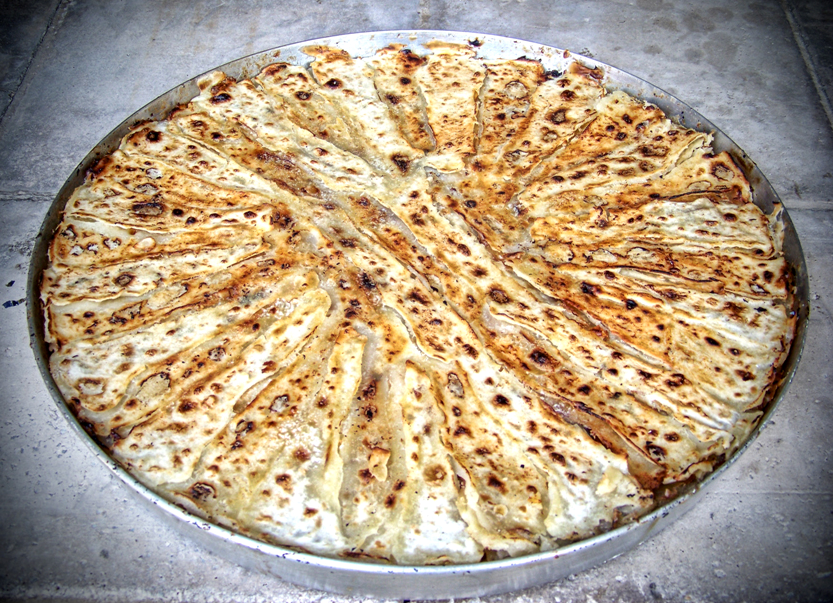
Флия

- Кульпите (Kullpite) — пирог пустой внутри и политый йогуртом;
- Бурек — сделан из слоёного печенья, заполнен мясом, брынзой, шпинатом;
- Бакласарм (Bakllasarm) — солёный пирог с йогуртом и чесночным соусом;[3]
- Тыквенный пирог;
- Пирог со шпинатом.

## Салаты

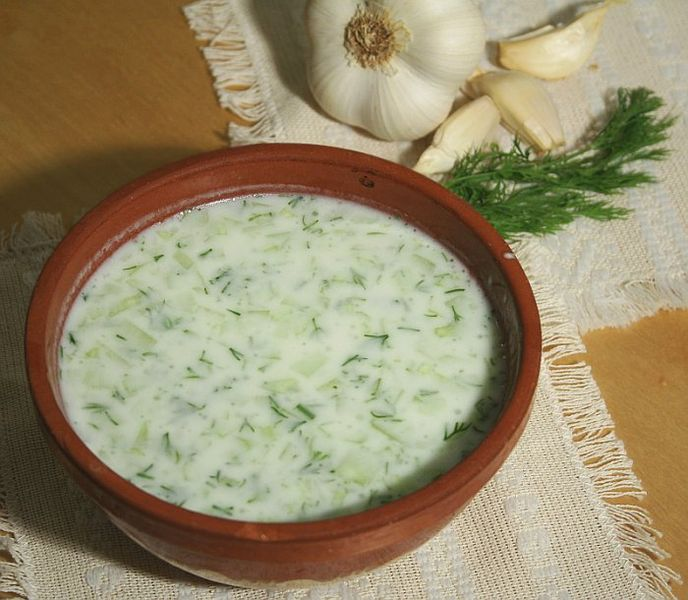
Таратор

Большинство салатов делаются быстро и просто. Типичные салатные ингредиенты: помидоры, лук, чеснок, перец, огурец, картофель, капуста, салат, морковь и фасоль. Виды салатов:
- Картофельный салат
- Таратор — это традиционный салат, приготовленный из огурцов, чеснока и йогурта.
- Салат из огурцов и помидор
- Салат из сушёной крапивы
- Салат из фасоли
- Шопский салат — простой салат из помидоров, огурцов, лука и брынзы.

## Вторые блюда

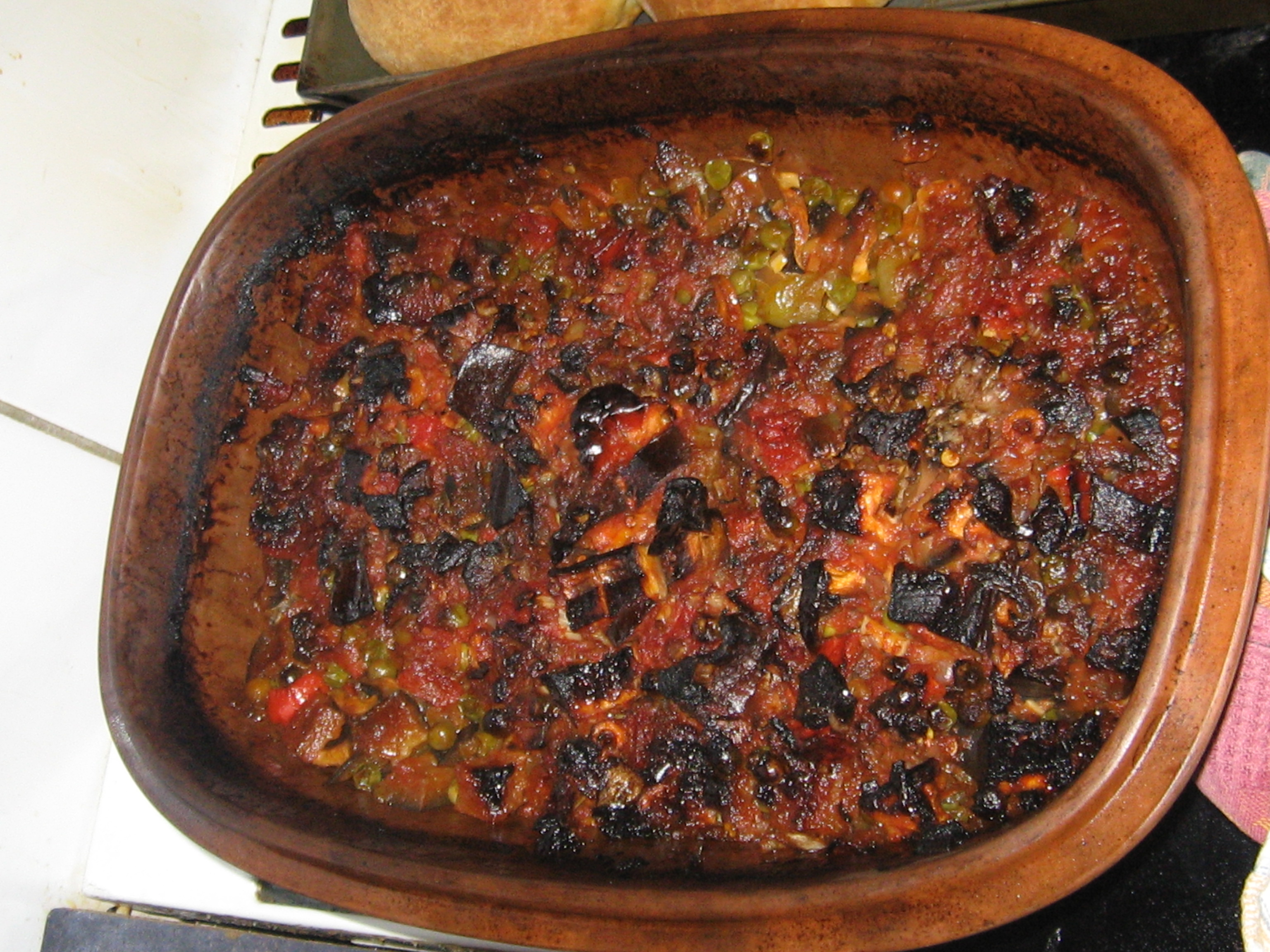
Тава

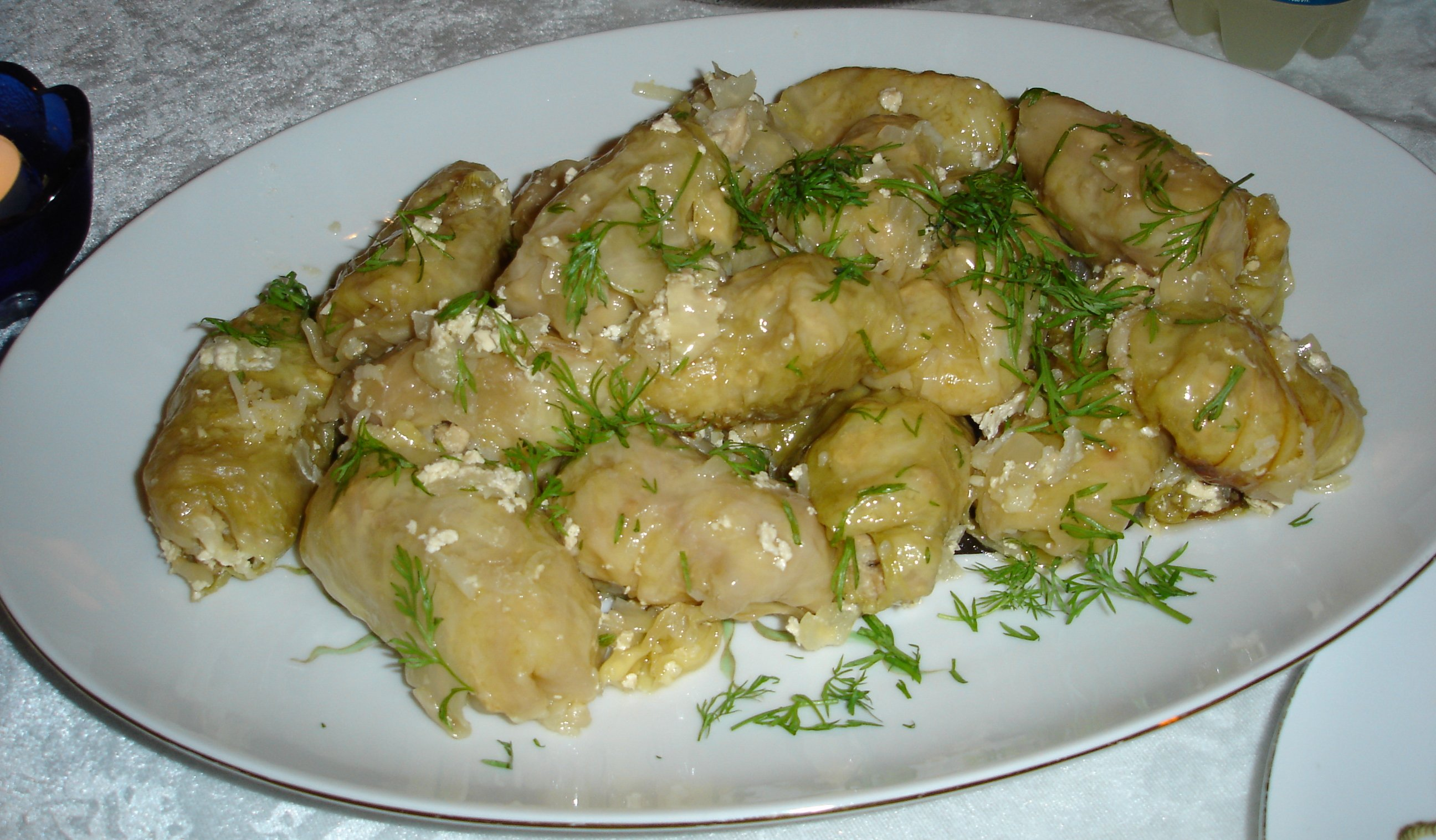
Сарма в капустных листьях

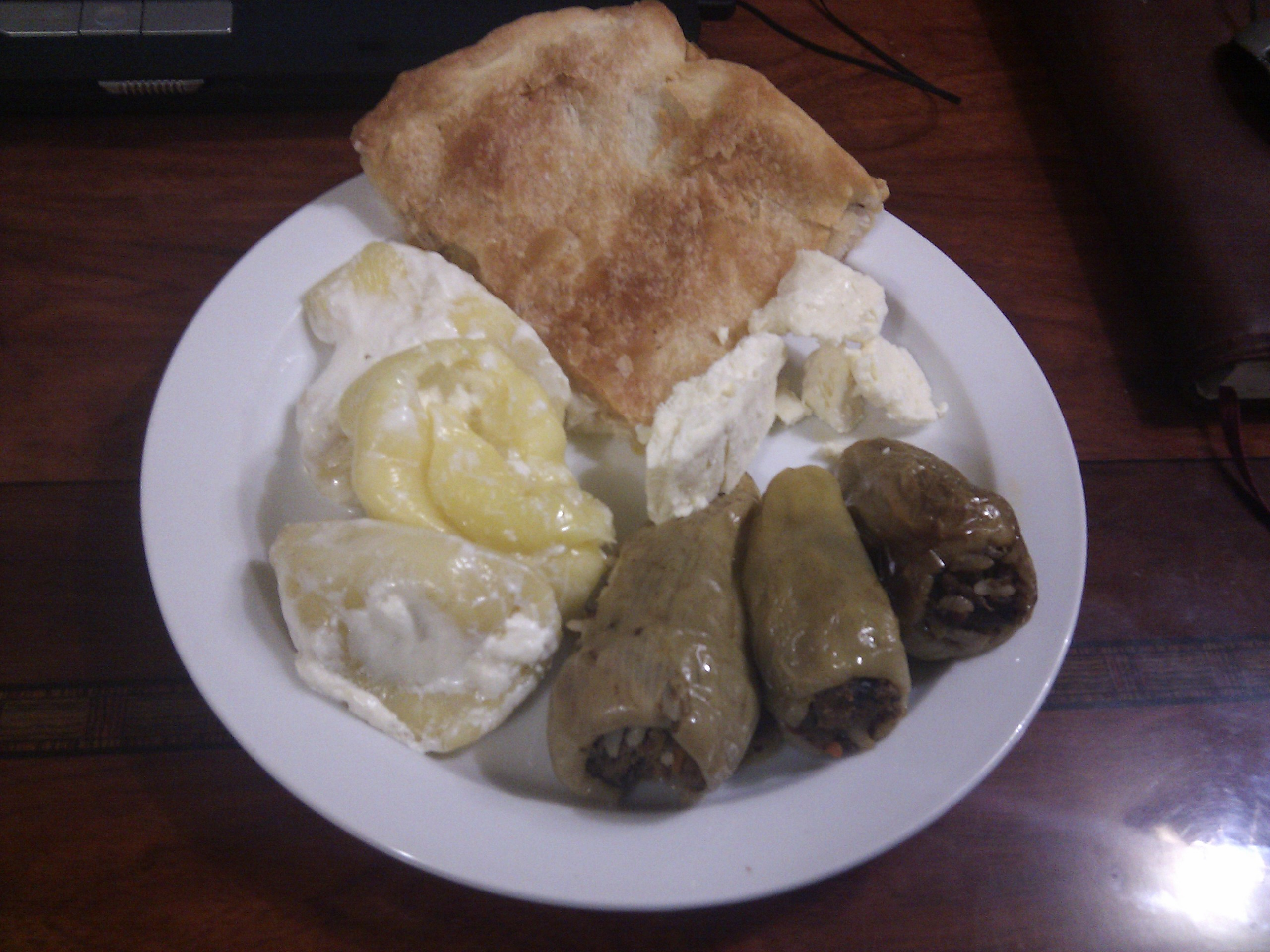
Сарма

- Сарма — блюдо, часто подаваемое на обед. Оно состоит из мяса, завёрнутого в листы капусты или виноградные листья.[4]
- Фаршированный перец — блюдо с мясом, рисом и овощами;
- Суджук — традиционная колбаса Балканского региона;
- Таве гор[5] — традиционное блюдо с мясом ягнёнка;
- Таве кози — запечённое мясо ягнёнка с йогуртом;
- Бурьян с яйцами — традиционное растительное питание с рисом, шпинатом и яйцами;[6]
- Шашлык.

## Рыба
Наиболее часто употребляемыми в еде рыбными блюдами являются жареная рыба — судак и сазан. Гарнир состоит из чеснока, лаврового листа, помидор и петрушки. Голова карпа подаётся обычно главному гостю.

## Десерты

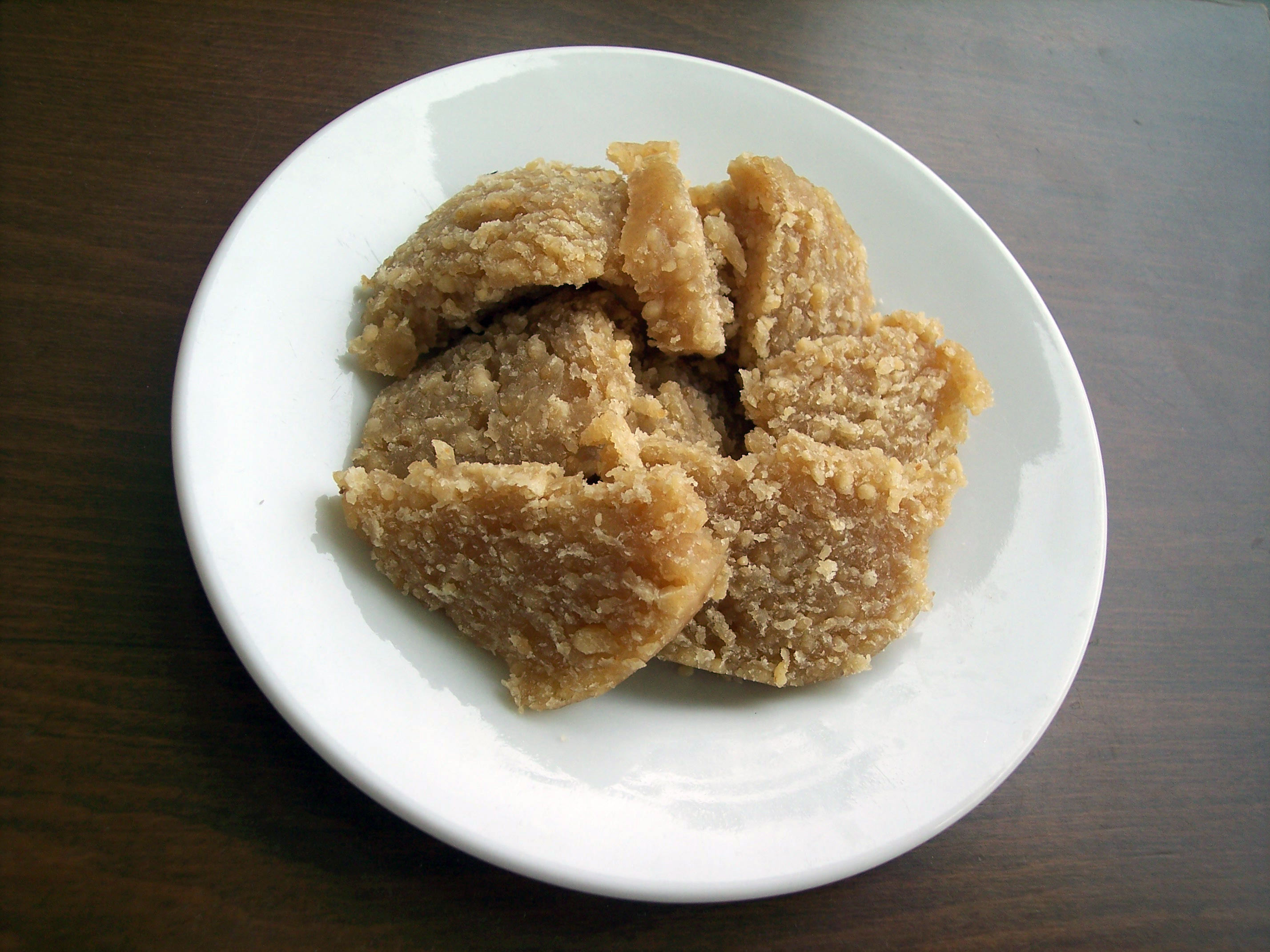
Халва

Традиционные десерты часто делаются из шербета, который варится с сахаром и лимонным или ванильным ароматом. К десертам относятся:
- Пахлава — богатая, сладкая выпечка из слоёв теста, наполненная измельчёнными орехами и подслащена сиропом или мёдом[9];
- Рисовый пудинг — блюдо из риса, смешанного с водой или молоком, включает такие ингредиенты, как корица и изюм. Разные варианты пудинга используются для десертов и ужинов. При использовании в качестве десерта подслащается[10];
- Кнафе — десерт восточного происхождения, изготавливаемый из сахара и орехов или семян, а классический албанский десерт - из измельчённого теста, посыпанного ванильным сахаром и грецкими орехами. Выпекается до золотистого цвета[11];
- Кэк;
- Тулумба;
- Халва — десерт, изготавливаемый из сахара и орехов или семян.

## Напитки

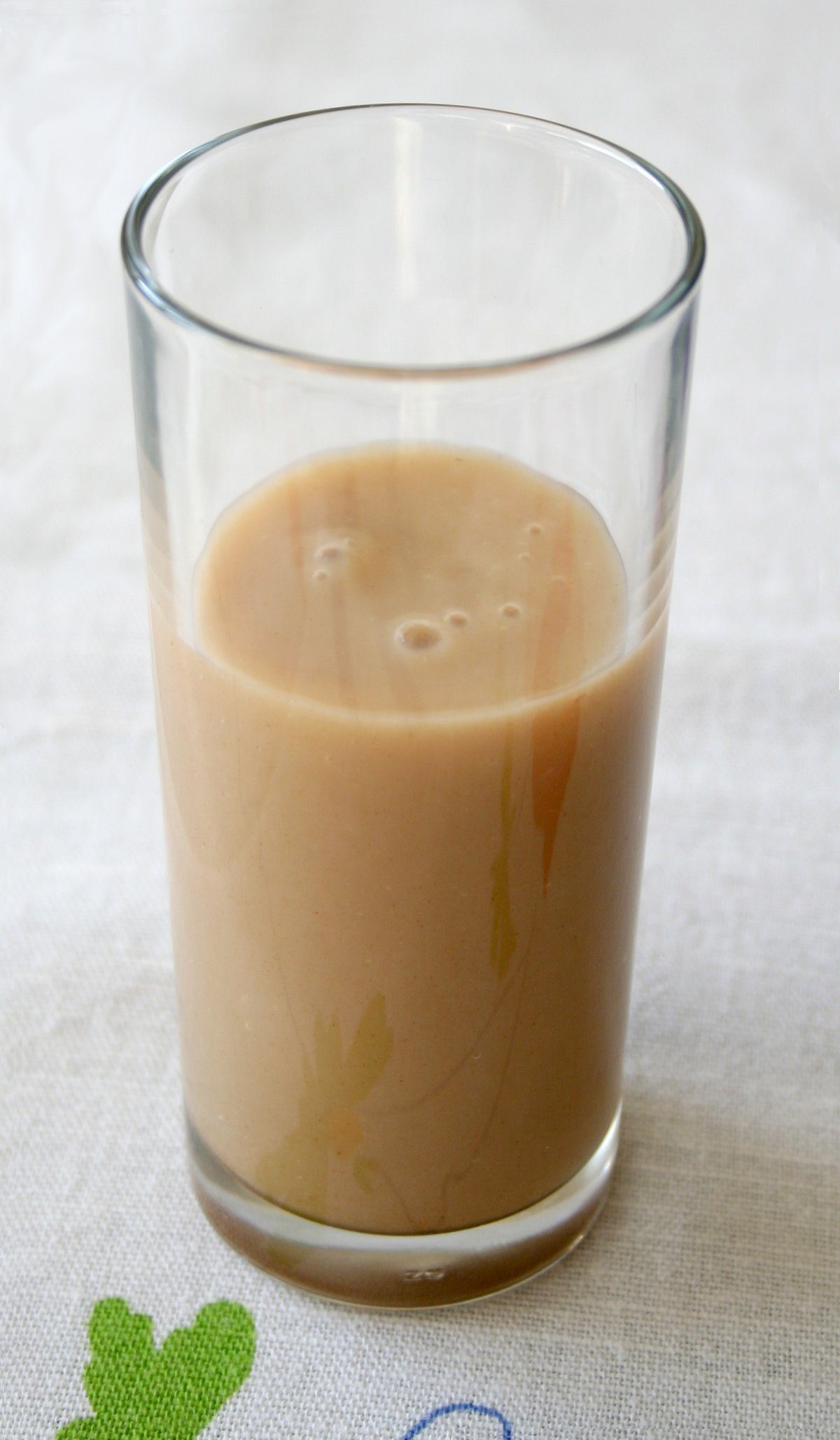
Стакан бозы

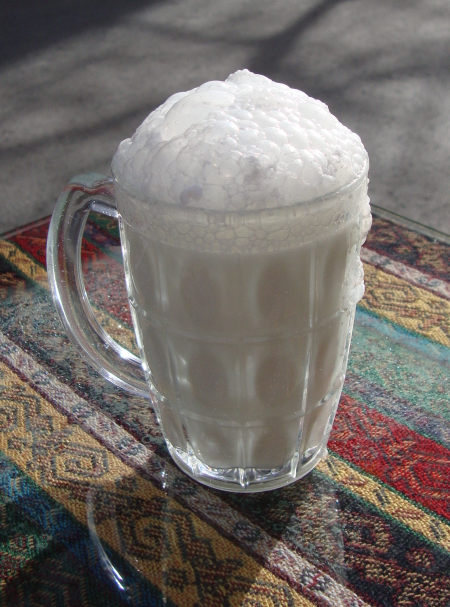
Айран

Одним из популярных напитков в Косове является солодовый напиток, сделанный из кукурузы и пшеницы. Также популярна виноградная ракия. Компот — напиток из кусочков фруктов, сваренных с сахаром, готовится в начале осени.
- Ракия — алкогольный напиток, который производится из различного вида домашних и диких фруктов, но чаще из винограда.
- Боза — сладкий напиток, приготовленный из маиса (кукурузы) и пшеничной муки, освежающий летний напиток.
- Aйран — смесь йогурта, воды и соли.
- Пиво — местные сорта пива «Бирра Пеже», «Бирра Эреники», «Бирра Приштины».
- Кофе по-турецки.
- Горный чай — чай на травах.